# Millettia aboensis
Millettia aboensis là một loài thực vật có hoa trong họ Đậu. Loài này được (Hook.f.) Baker miêu tả khoa học đầu tiên.